# Pléon

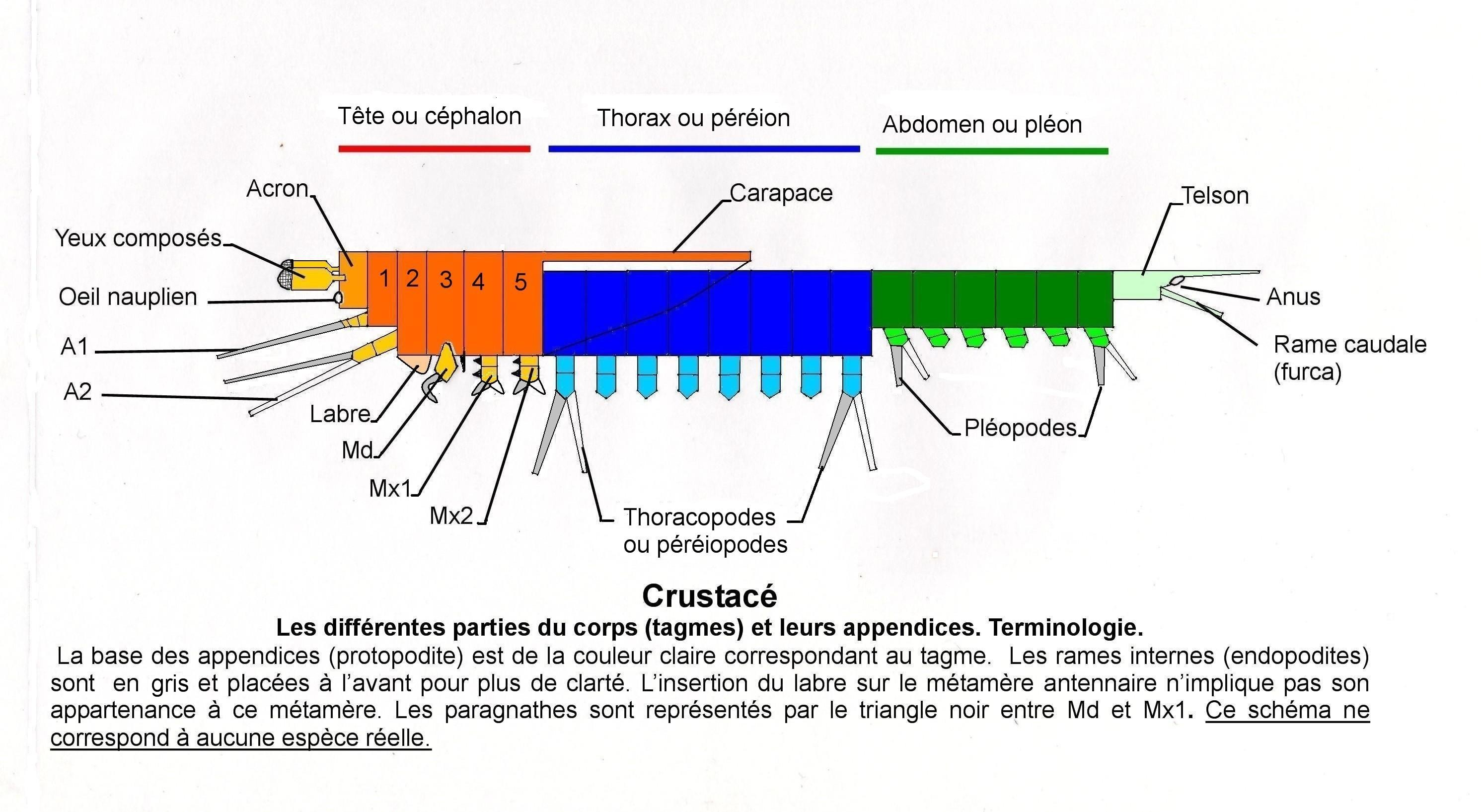
Les différents tagmes d'un crustacé type. Céphalon, péréion et pléon.

Le pléon (ou abdomen) désigne le tagme postérieur chez les crustacés.

## Description

### Morphologie
Il est situé entre le péréion (thorax) et le telson (partie postérieure, portant l'anus). Le pléon correspond à l'abdomen chez les hexapodes (comme les insectes). Il porte 5 paires de pléopodes (pattes locomotrices situés sur le pléon). 
Les uropodes (palettes natatoires à l'extrémité du pléon) forment fréquemment une nageoire caudale avec le telson. 